# Cynthia Corla
Cynthia Corla Pricillia, được biết đến với nghệ danh Bunda Corla (sinh ngày 4 tháng 7 năm 1974) là một người nổi tiếng trên internet, ca sĩ và diễn viên người Indonesia.

## Điện ảnh

### Chương trình truyền hình
| Năm  | Tiêu đề                     | Vai trò       | Ghi chú |
| ---- | --------------------------- | ------------- | ------- |
| 2023 | Ramadan Itu Berkah          | Sao khách mời |         |
| 2023 | Lapor Pak!                  | Sao khách mời |         |
| 2023 | Miss Mega Bintang Indonesia | Phó thẩm phán |         |
| 2023 | D'Koplo                     | Phó thẩm phán | Phần 1  |
| 2025 | Catatan Demokrasi           | Người nguồn   |         |

## Giải thưởng và đề cử
Giải thưởng AMI cho Nghệ sĩ đơn ca/nhóm nhạc/hợp tác nam/nữ nhạc Electro Dangdut xuất sắc nhất.
| Năm  | Giải thưởng              | Loại                                                           | Đề cử                                | Kết quả   |
| ---- | ------------------------ | -------------------------------------------------------------- | ------------------------------------ | --------- |
| 2023 | Anugerah Musik Indonesia | Nghệ sĩ solo/nhóm/hợp tác nam/nữ Dangdut Electro xuất sắc nhất | "No Comment" (cùng nhau Tuty Wibowo) | Đoạt giải |
| 2023 | Dahsyatnya Awards        | Si Paling Viral Terdahsyat                                     | Cynthia Corla Pricillia              | Đề cử     |